# Afrotritermus brachypterus
Afrotritermus brachypterus är en stekelart som beskrevs av Sergey A. Belokobylskij 1999. Afrotritermus brachypterus ingår i släktet Afrotritermus och familjen bracksteklar. Inga underarter finns listade i Catalogue of Life.